# Kameno (Bułgaria)
Kameno (bułg. Камено) – miasto w Bułgarii, w obwodzie Burgas, siedziba administracyjna gminy Kameno. Według danych szacunkowych Ujednoliconego Systemu Ewidencji Ludności oraz Usług Administracyjnych dla Ludności, 15 czerwca 2020 roku miejscowość liczyła 5 471 mieszkańców.

## Osoby związane z miejscowością

### Urodzeni
- Rumjana (1999) – bułgarska piosenkarka